# Tillandsia albertiana
Tillandsia albertiana är en gräsväxtart som beskrevs av Verv. Tillandsia albertiana ingår i släktet Tillandsia och familjen Bromeliaceae. Inga underarter finns listade i Catalogue of Life.

## Bildgalleri

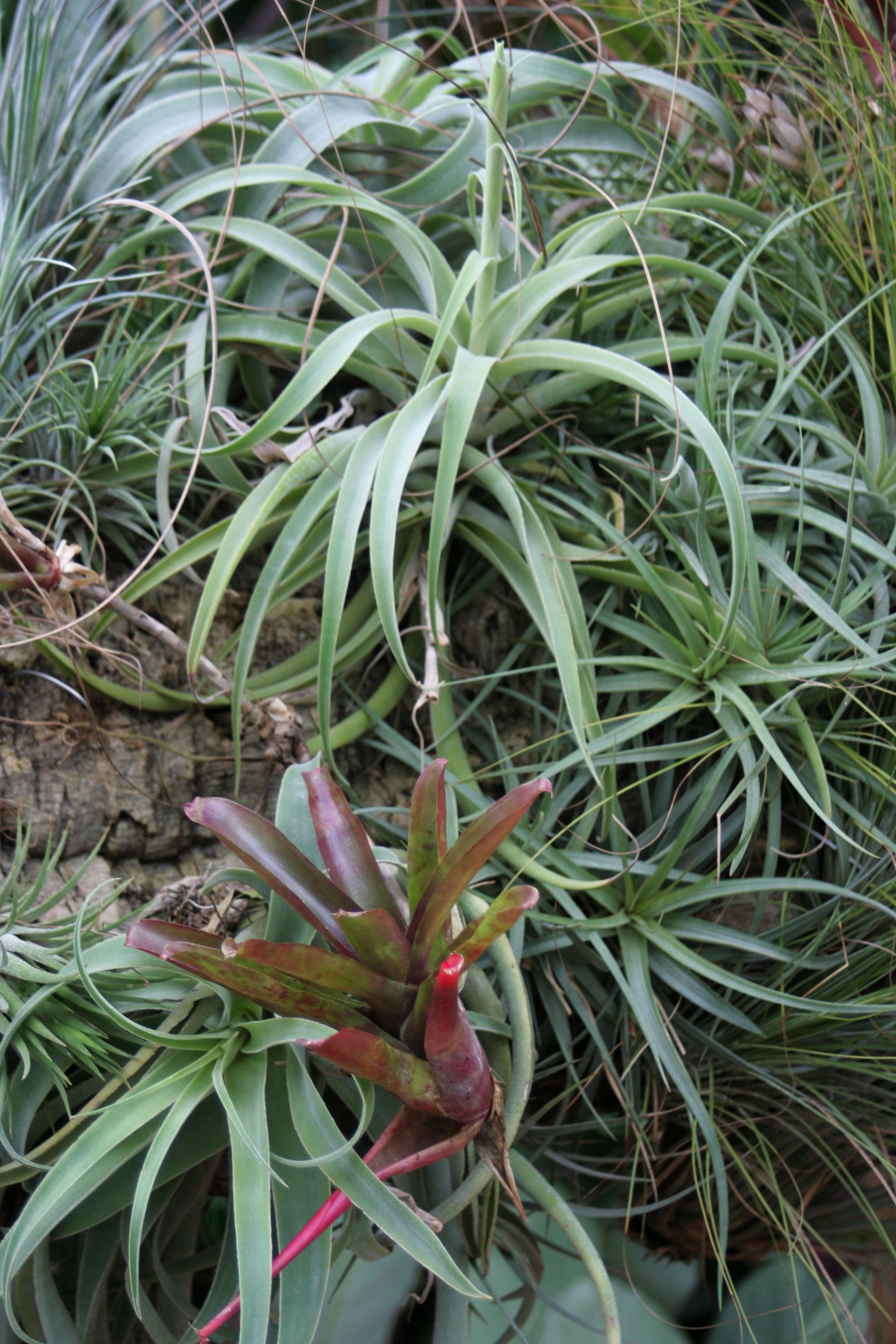